# オリエ津阪
オリエ 津阪（オリエ つさか、1912年12月24日 - 2003年）は、日本の俳優。松竹少女歌劇の男役スターとして、1930年代のレビュー・ブーム期に同じ松竹の水の江瀧子や宝塚少女歌劇の小夜福子、葦原邦子らと共に「男装の麗人」として人気を博した。松竹歌劇の黄金時代を築いた人物として水の江と並び称される。松竹退団後は劇団主宰などを経て1950年代初頭まで映画にも出演。その後は日本舞踊の師匠となり表舞台からは退いた。

## 経歴

### 生い立ち
1912年、秋田県秋田市下米町に添田浩道、貞夫妻の長女（一人娘）として生まれる。本名は添田テフ。後に「順真（よしみ、『よし美』とも）」と改めている。1921年に東京府王子区中野に移り住み、以後同地で育った。東洋高等女学校の5年次（または卒業直後）であった1929年、東京松竹楽劇部（のちの松竹歌劇団）第2期生募集の新聞広告を発見し、どのようなものか観劇した際にその華やかさに魅せられる。両親や親戚からは受験を反対されたがこれを説き伏せ、試験に合格し同年6月より東京松竹の一員となった。同期生には西条エリ子らがいた。当初の芸名は「津阪織江（または織枝）」。後に「ターキー」の愛称で一世を風靡する水の江瀧子は1期生であった。

### 松竹歌劇

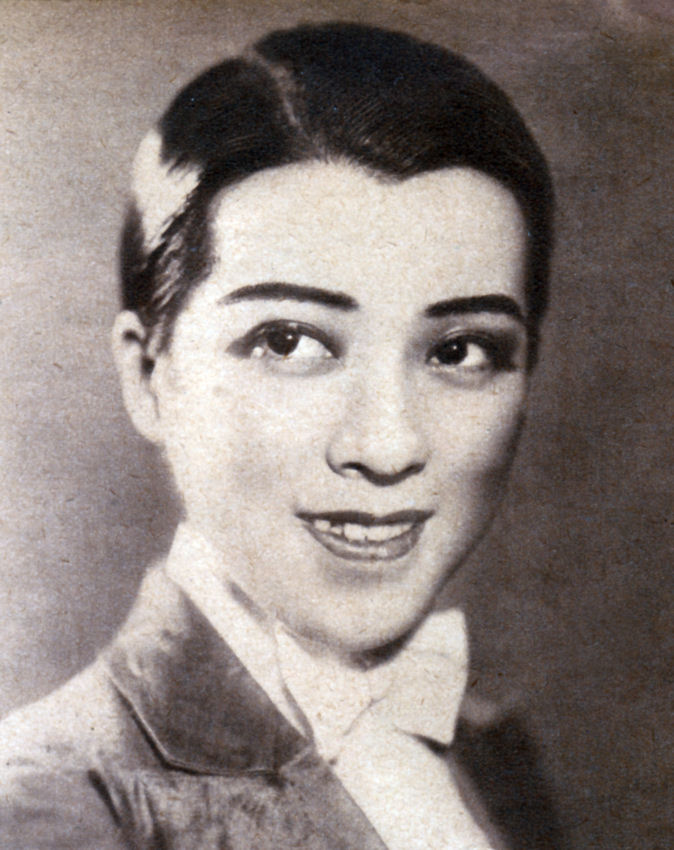
洋装姿（1933年）

1930年4月、東京六大学野球をレビュー化した「松竹座リーグ戦」で注目を集める。1932年には「幹部」に昇格。1933年6月、劇団音楽部員と経営陣の軋轢が、女生（団員）と劇団間の労働争議に発展し「桃色争議」が起こる。津阪は争議団に与することなく、妥結後に謹慎処分となった水の江に代わり、新生松竹歌劇において『アベック・モア』ほかに主演したが、舞台に活気を欠く結果となった。井上ひさしによると、津阪は一度は争議団副委員長となったが、城戸四郎松竹常務がスト潰しのため津阪を懐柔、津阪は松竹側についたという。
水の江復帰後に上演された『タンゴ・ローザ』は松竹レビューの最高傑作と評され、「ターキー、オリエ」は松竹歌劇の両輪として活躍する。同年10月に上演された『凱旋門』では「アンドレー」役が当たり役となり、1935年には『シャンソン・ダムール』でも好演を謳われた。1940年9月には80余名の女生が動員された台湾公演の座長を務め、9都市で公演を行った。在団中から舞台のほか映画にも出演しており、1936年には水の江ら松竹歌劇の面々と共に『男性対女性』にゲスト出演。1939年の映画『菊水太平記』では主演を務めた。

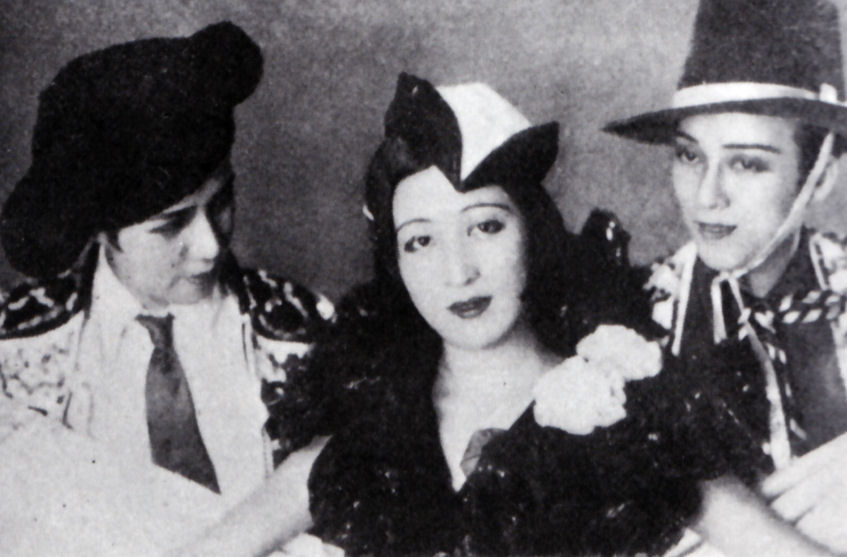
『タンゴ・ローザ』にて。左から水の江、渋谷正代、津阪。

1939年に発表された団員の序列では、水の江に次ぐ第2位に記名されている。津阪と水の江は対照的な個性を持ち、洋舞を得意とし西洋的な柄が合っていた水の江に対し、日舞が売りの津阪は和物の若衆姿などが似合いとされ、ファンも二分されていた。『古川ロッパ昭和日記』の1934年1月13日の項には、松竹座で水の江のファンが「ターキー、ターキー」と掛け声を発すると、これに対抗した津阪のファンが「ツサカ、ツサカ、オリエ、オリエ」と応じる様子が描写されている。また同時代を舞台とした向田邦子の小説『あ・うん』にも、時代感を醸す要素として「相弟子と三人五人連れ立って、ターキーとオリエ津阪とどっちが好きかなどとしゃべりながら、蜜豆を食べたりするのだが」という一文がある。両者と同時代に宝塚歌劇のスターだった葦原邦子は、水の江には宝塚のスターにはない独特の魅力があったのに対し、津阪は「日本的な感じ」だったと評している。また津阪自身は「私の役柄はどなたも憂愁の貴公子的なものが似合うように思はれてゐますし事実私の性格も地味で淋しい方ですが、自分ではむしろ三枚目の方が好きなのです」と述懐し、思い出の作品にも三枚目を演じた『ライラック・タイム』（1939年）を挙げている。一度代役で三枚目を演じた際に演出家の青山圭男から好評を得、以後しばしば「二枚目半」を演じたこともあった。

### 松竹退団以後
過労により、かつて持病としていた喘息の症状が再発、悪化したことから、1941年の『東京踊り』をもって松竹を退団。その後、地方慰問のため松竹歌劇の後輩15人ほどを伴い「オリエ座」を旗揚げし、全国各地を巡業。1948年頃まで続けた。その後は京都で宮城千賀子主宰の劇団にも2年ほど参加した。また、この前後の時期には国民的漫画『サザエさん』の実写化第1・2弾作品である『サザエさん前後編』『サザエさん のど自慢歌合戦』などの映画にも出演している。1961年にはたけふ菊人形において「オリエ津坂（ママ）と大阪少女歌劇団」名義で『新竜宮物語』の舞台に立った ことが「たけふ菊人形の歴史年表」に記載されている。おそらく、この時期が舞台に立った最終期と考えられる。
東洋高女時代に若柳吉三郎の妻・若柳吉三津による舞踊「娘道成寺」を観てから日本舞踊に特に関心を抱き、松竹歌劇時代に橘左近（橘抱舟）に師事し名取名「橘左門」を得ている。1948年頃には橘流の家元を継ぎ、宮城の劇団を離れてからは日舞の師匠として過ごした。以後は内向的な性格に加えて、喘息の持病、さらに白内障を患ったこともあり、表舞台に出ることはなく、テレビ等で活動を続けた水の江とは対照的に一般には忘れられた存在となった。1978年に取材を受けた際には、日用の雑事以外にはほとんど外出もせず隠棲している様子が伝えられ、インタビューの中では活発に活動する水の江や宮城への憧憬の念を吐露しつつも、松竹時代については「ああいうお仕事、私の性質としては無理だったんですね。神経が疲れちゃったんです」と振り返り、「両親が、お前には無理だと言ったとき、素直にやめとけばよかったんです。そう今では思います」との言葉を残している。
その後長らく消息は不明であったが、2018年に刊行された『大正昭和美人図鑑』（小針侑起・著）にて2003（平成15）年に死去していたことが明らかになっている。

## 出演作

### 映画
- 『男性対女性』（松竹、1936年）
- 『菊水太平記』（松竹、1939年）
- 『裁く水戸黄門』（松竹、1941年）
- 『桜御殿』（マキノ映画、1948年）
- 『サザエさん 前後編』（マキノ映画、1948年）
- 『右門捕物帖 謎の八十八夜』（新光映画、1949年）
- 『サザエさん のど自慢歌合戦』（東洋スタジオ、1950年）
- 『若様侍捕物帖 呪いの人形師』（新東宝、1951年）

## 著書
- 『レビュー読本』（1936年、健文社）
- 『ルンバの嘆き』（1936年、新陽社）

## 文学における言及
有吉佐和子の小説『香華』では、主人公の母親がかつての恋人（主人公の父親）に容貌が似ている津阪に熱中し、父の面影を求める主人公がその姿を観に劇場を訪れる件がある。
また、津阪自身の縁戚者に美貌の作家として知られた矢田津世子がいる。吉屋信子は『自伝的女流文壇史』の中で矢田を取り上げ「ターキー・水の江さんと双花妍をきそったオリエ・津坂（ママ）の従姉妹でよく似ていた」と記し、また瀬戸内寂聴も湯浅芳子との会話で「『新女苑』なんかのグラビヤで、津坂オリエ（ママ）みたいな写真を見ましたよ。作家には珍しい美人だなあと感心して眺めた」と述懐しているが、津阪は矢田の姉が嫁いだ先の血縁者（姻族）であり、両者に血の繋がりはない。交流はもっていたとされる。